# Travestitismo

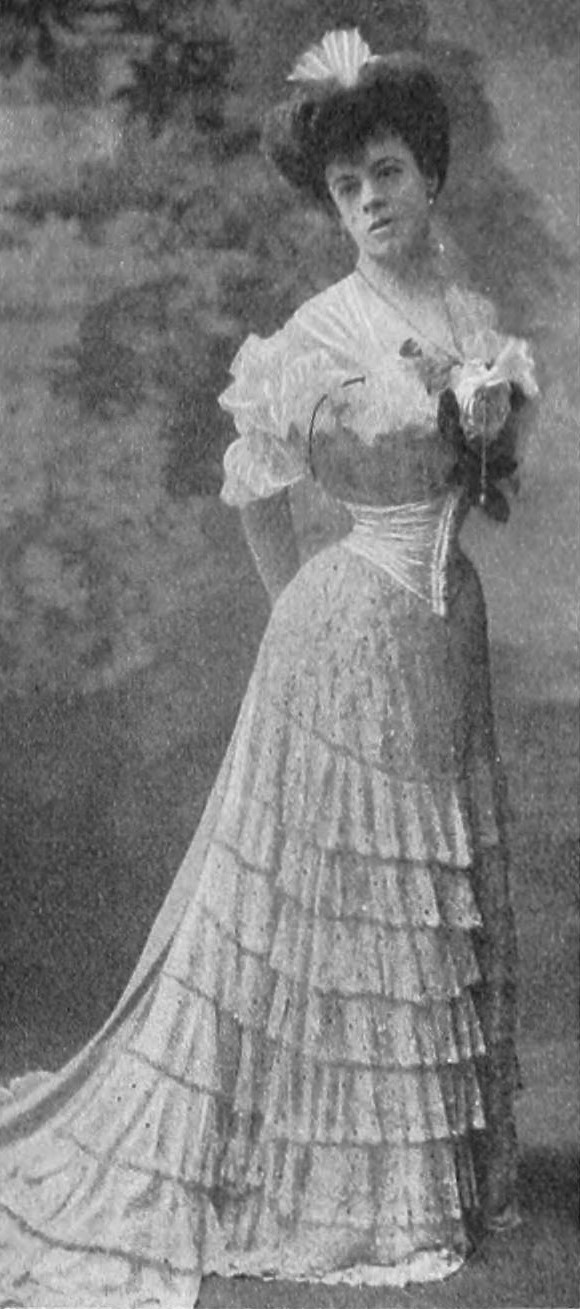
Ritratto di Dina Alma de Paradeda, femminiello, in seguito morto suicida

Il travestitismo è l'abitudine di un individuo di indossare abiti e adottare comportamenti comunemente associati al sesso opposto.

## Storia
Anche se il termine "travestitismo" è stato coniato intorno al primo decennio del Novecento, il fenomeno non è nuovo. Il termine ha subito diversi cambiamenti di significato, da quando è entrato in uso. Tuttora è utilizzato con una varietà di significati o sfumature. Perciò è importante capire, ogni volta che si incontra questa parola, in quale accezione viene usata. Tuttavia, per comprendere i diversi significati è necessario spiegare l'evoluzione del termine. Famoso fu l'artista Dominot.

### Origine del termine
Magnus Hirschfeld coniò la parola travestitismo (dal latino trans-, "al di là, oltre" e vestitus, "vestito") usandolo per descrivere le persone che abitualmente e volontariamente indossavano abiti del sesso opposto. Hirschfeld osservò un gruppo di travestiti composto da maschi e femmine, eterosessuali, omosessuali, bisessuali e asessuali. 
Hirschfeld stesso non era soddisfatto del termine: credeva che l'abbigliamento fosse solo un simbolo esteriore scelto sulla base di diverse situazioni psicologiche. In realtà, Hirschfeld aiutò le persone a realizzare il cambiamento del nome e supervisionò il primo intervento noto di Riconversione Chirurgica del Sesso (RCS). Le persone che seguì Hirschfeld sono state, usando i termini di oggi, non solo travestite, ma persone transgender. 
Hirschfeld notò anche che l'eccitazione sessuale è stata spesso associata al travestitismo, ma ha anche chiaramente distinto tra travestitismo come espressione di una persona transgender o crossdresser e come espressione di comportamenti e/o sentimenti di tipo feticistico.

## Descrizione

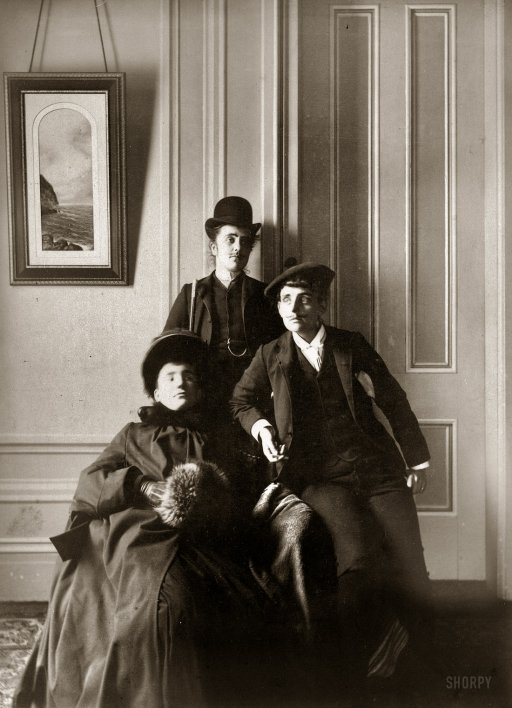
Crossdressing della fotografa e fotogiornalista statunitense Frances Benjamin Johnston (a destra), in un ritratto con due amici.

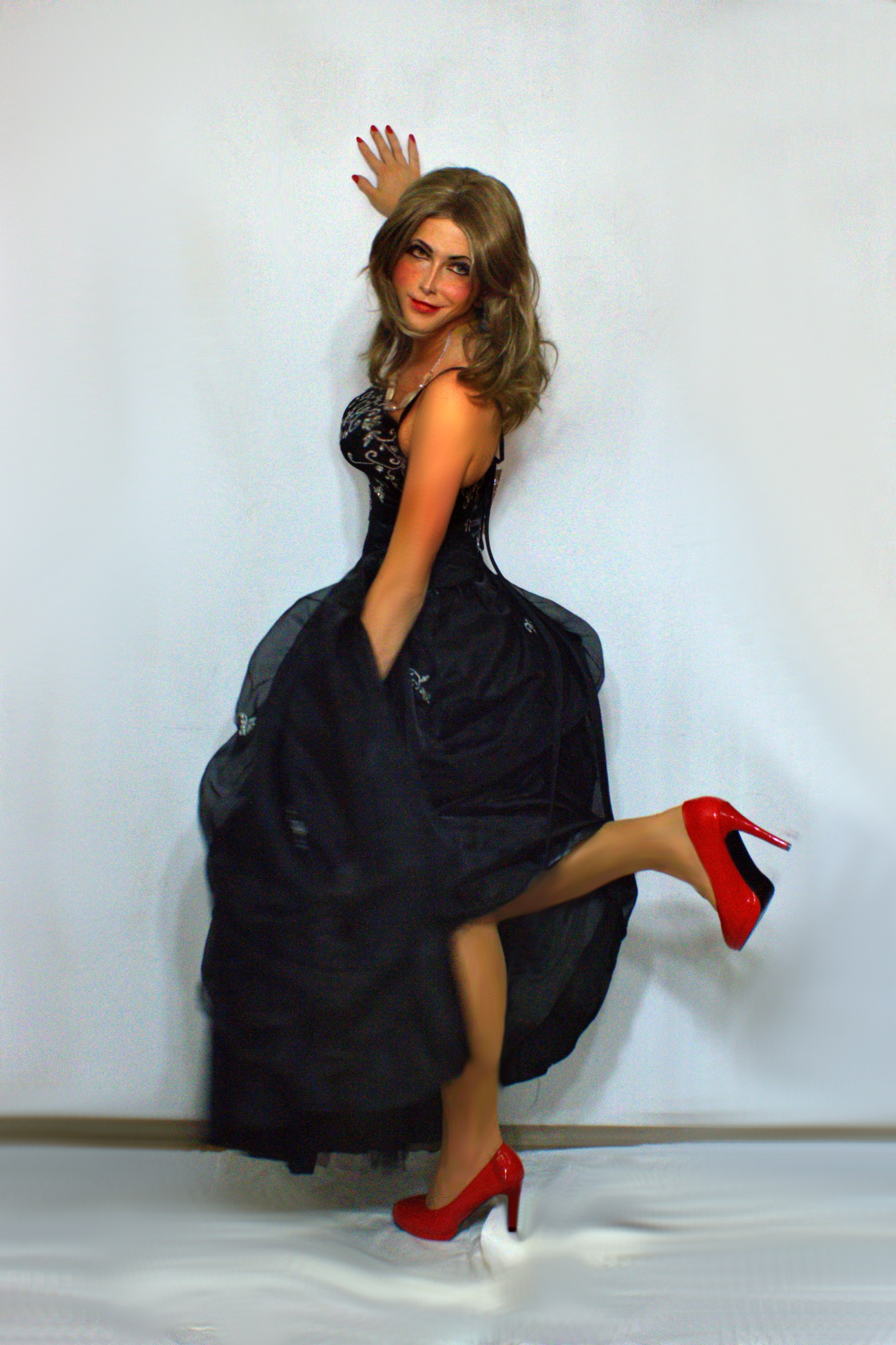
Crossdresser contemporaneo.

Il travestitismo, reso in inglese con crossdressing o cross-dressing, identifica l'atto o l'abitudine di indossare, pubblicamente e/o in privato, abitualmente o saltuariamente, per svariati motivi inclusi quelli puramente ludici, abiti che in un determinato ambito socioculturale sono comunemente associati al ruolo di genere opposto al proprio. La persona che pratica il crossdressing è detta crossdresser.
Il travestitismo può essere praticato sia da uomini che da donne, indipendentemente dall'identità di genere percepita o dall'orientamento sessuale; non va quindi confuso con altri concetti come l'omosessualità, la transessualità e il transgenderismo.
Le drag queen e i drag king rappresentano una forma di travestitismo nel mondo dell'intrattenimento.

## Cultura
In campo teatrale o lirico, si usa il termine travesti per definire un personaggio che viene interpretato da un attore o cantante di sesso opposto.